# Spartochloa
Spartochloa es un género monotípico  de plantas herbáceas perteneciente a la familia de las poáceas. Su única especie: Spartochloa scirpoidea, es originaria de Australia donde se encuentra en Australia Occidental.
Es el único miembro de la tribu  Spartochloeae.

## Descripción
Es una planta herbácea rizomatosa, copetuda y perennifolia que alcanza un tamaño de  0,3 a 1,5 m de altura. Tiene flores de color verde / púrpura, que se producen en septiembre-octubre o febrero en suelos lateríticos, arena, arcilla, afloramiento de granito o cuarcita raramente.

## Taxonomía
Spartochloa scirpoidea fue descrita por (Steud.) C.E.Hubb. y publicado en Kew Bulletin 7: 308. 1952.
Etimología
Spartochloa: nombre genérico que deriva del griego spartos (escoba) y chloe de la (hierba), refiriéndose al hábito de las plantas casi sin hojas.
scirpoidea: epíteto
Sinonimia
- Brizopyrum scirpoideum Steud.
- Festuca scirpoidea (Steud.) F.Muell.
- Poa scirpoidea (Steud.) F. Muell.
- Schedonorus scirpoideus (Steud.) Benth.[5][6]